# Cendejas de la Torre
Cendejas de la Torre è un comune spagnolo di 30 abitanti situato nella comunità autonoma di Castiglia-La Mancia.